# Winter (Runes Order)
Winter is het elfde muziekalbum van Runes Order. De muziek is ten opzichte van de albums Tears in the snow en No future een stuk lichter geworden, denk daarbij aan de eerste albums van Klaus Schulze. Bij dit album is voor het eerst ook een sequencer te horen, maar kennelijk had Dondo daar niet zoveel mee. De muziek bleef een combinatie van industrial ambient en elektronische muziek. De populariteit van Runes Order zat destijds kennelijk even in de lift, want dit album verscheen direct op compact disc (eerdere albums moesten het doen met de muziekcassette). Het album is op een 24-sporen bandrecorder opgenomen, dus overdubs zijn wel aanwezig op dit album. 
Sempiterna Mutatio was een klein platenlabel verbonden aan Hic Sunt Leones, een platenlabel van Alio Die, waarop elektronische muziek en ambient wordt uitgebracht. Hic Sunt Leones is gevestigd in Milaan. 

## Musici
- Claudio Dondo – synthesizers, sampler, elektronisch slagwerk

## Muziek
| Nr. | Titel                  | Duur  |
| --- | ---------------------- | ----- |
| 1.  | Volo verso l’ignoto    | 9:28  |
| 2.  | Winter night           | 7:40  |
| 3.  | Wolf dawn              | 9:44  |
| 4.  | Kali-Yuga (for quex)   | 7:15  |
| 5.  | Slow death             | 7:44  |
| 6.  | Drifting               | 12:53 |
| 7.  | Cold rain              | 7:32  |
| 8.  | Winter night (reprise) | 2:26  |